# Saverio Fabbri (actor)
Saverio Fabbri (Bolonia; 9 de julio de 1986) es un actor,productor, guionista, video narrador, presentador, asistente de comentarista de críquet y jugador de críquet italiano.

## Vida privada

### Primeros años y educación
Saverio Fabbri nació el 9 de julio de 1986 en Bolonia, Italia, hijo de Carla Acquarelli (1956-), una profesora de primaria, y Fabio Fabbri, un aparejador en el ayuntamiento local (1953-2016). Creció en Pianoro, un municipio situado en el territorio de la provincia de Bolonia . Políglota desde casi toda la vida, Saverio desarrolló una pasión por la actuación, los idiomas extranjeros y la comunicación desde los primeros años de su vida.
Saverio se unió a una compañía de teatro local a la edad de 6 años y actuó con ellos durante unos 7 años y en más de 10 obras (entre las que se incluyen, El enfermo imaginario, El traje nuevo del emperador y otras). También hizo varios viajes al extranjero con su familia y por su cuenta, lo que lo expuso a otros idiomas y culturas. Estudió en una Universidad especializada en Intérpretes y Traductores. Fabbri habla italiano, inglés, español, francés y polaco.

### Vida personal
Saverio Fabbri se casó en 2014 con Katarzyna Agata. Tienen dos hijas y viven en Varsovia.

## Carrera

### Interpretación
Saverio Fabbri ha sido un actor durante años, conocido sobre todo por sus papeles en la película polaca EO, dirigida por Jerzy Skolimowski, la película australiana "Don't Read This on a Plane", (interpretando Adamo, enfrente de la actriz canadiense, Sophie Desmarais), la película documental estadounidense HI LA, la serie de televisión polaca Barwy Szczęścia y unos comerciales de Bank Millennium, Mlekpol (Rolmlecz), Provident, Aviva, Vision Express y Tymbark. Fabbri es también actor de doblaje, narrador de video y presentador.
En 2022, Fabbri interpretó el papel de un traficante de animales en la película EO, dirigida por Jerzy Skolimowski, que se estrenó el 19 de mayo de 2022 en el Festival de Cannes, en la competencia principal. Obtuvo críticas positivas y fue galardonada con el Premio del Jurado, empatando con Le otto montagne. La película fue también nominada a los Premios Oscar en la categoría de mejor película internacional.
Colabora como actor y productor con Vitale Materi Video & Movie Production. Una de las películas producidas, "Lesbian Psycho?" ha recibido más de 100 premios y nominaciones en todo el mundo.
Desde 2025, Saverio Fabbri interpreta a Luigi Oleone en la serie de televisión polaca Na Sygnale.

### Experiencia en Hollywood y 40.º Festival Internacional de Teatro "iNTeatro"
Fabbri fue seleccionado para el programa de actuación Hollywood Immersive 2018, durante el cual se entrenó en el Beverly Hills Playhouse en Hollywood, Los Ángeles. Durante su período en Hollywood, se conectó con los mejores entrenadores, agentes, gerentes y profesionales clave de la industria cinematográfica en los Estados Unidos y finalmente actuó frente a ellos. Este curso de inmersión total de una semana se convirtió en un "reality show/documental". En el mismo año, Fabbri participó en un taller celebrado por Gary Stevens, uno de los creadores de los Teletubbies en preparación para Uno di Noi (Uno de nosotros) - un show (creado por el propio Gary Stevens) presentado en el 40th iNTeatro International Theatre Festival de Polverigi, Ancona, Italia.

### Producción de películas y YouTube
Saverio dirige una compañía privada de producción de películas conocida como Saverio Fabbri Productions. La compañía ha producido cientos de vídeos y voces en off.
En 2015, Fabbri produjo dos cortometrajes (Leaving... To Start Living and Intimidating Monologue) – que fueron publicados en su canal de YouTube. El mismo año, consiguió el papel principal en dos producciones teatrales en Varsovia, Polonia, después de unirse a una compañía de teatro local en idioma italiano.
Fabbri abrió su canal de YouTube en julio de 2012 y desde entonces ha estado subiendo vídeos semanalmente. Hasta la fecha, su canal ha alcanzado más de 14 millones de reproducciones y más de 100000 suscriptores, con más de 470 vídeos subidos.

### Carrera en el críquet
Fabbri fue jugador de críquet internacional italiano; es bateador diestro y lanzador leg-break; comenzó a jugar al críquet en 1997, representando a su equipo local, Pianoro Cricket Club. Más de 10 años después, Fabbri decidió trasladarse y jugar para el Bologna Cricket Club que es el último club en que jugó antes de su retiro temporal del críquet. 
Fabbri representó a Italia en varias ocasiones, jugando en las categorías Sub-15, Sub-17 y Sub-19 (Campeonato Europeo Sub-15 2001 en Alemania, Campeonato Europeo Sub-17 2002 en Gibraltar y el Torneo de Clasificación para el Campeonato Mundial sub-19 2003 en Holanda).
También participó en el 2002 Youth Coaching Camp, que tuvo lugar en Bradfield (Reino Unido), donde recibió un bate como premio, después de completar con éxito el campamento como "Bateador y lanzador con mejor progresión".
En 2008, Fabbri trabajó como comentarista asistente en Sky Sport Italia (comentando en unos diez partidos de la Premier League india).

## Filmografía
| Año        | Título                         | Papel                        | Notas                                          |
| ---------- | ------------------------------ | ---------------------------- | ---------------------------------------------- |
| 2025       | Stroke                         | Marco                        | Película                                       |
| Desde 2025 | Na Sygnale                     | Luigi Oleone                 | Serie de televisión polaca                     |
| 2024       | Lesbian Psycho?                |                              | Película - Es productor                        |
| 2023       | Italian Psycho                 | Detective                    | Película - También es productor                |
| 2023       | Barwy Szczęścia                | Paul Cane                    | Serie de televisión polaca                     |
| 2022       | Eo                             | Traficante de animales       | Película                                       |
| 2021       | Hello Au Revoir                | Saverio                      | Largometraje                                   |
| 2020       | Don't Read This On A Plane     | Adamo                        | Película australiana                           |
| 2020       | Barwy Szczęścia                | Agente de futbolista         | Serie de televisión polaca                     |
| 2019       | HI LA (Hollywood Immersive LA) | Saverio                      | Reality show / Documental                      |
| 2018       | To Catch a Spydra              | Mafioso                      | Película de superhéroes - También es productor |
| 2016       | Natale è qui - Stil Novo       | Saverio (papá divorciado)    | Video Musical                                  |
| 2015       | Leaving... To Start Living     | Lui-même                     | Cortometraje                                   |
| 2015       | Intimidating Monologue         | Lui-même                     | Cortometraje                                   |
| 2009       | The Man Who Will Come          | Oficial fascista (figurante) | Película                                       |

## Anuncios de TV/Internet  (Principales Trabajos)
| Año  | Marca                                   | Título                                                                        | Papel                                                                              | Idioma                    |
| ---- | --------------------------------------- | ----------------------------------------------------------------------------- | ---------------------------------------------------------------------------------- | ------------------------- |
| 2025 | Biedronka                               | Semana italiana                                                               | El amigo italiano                                                                  | Italiano i polaco         |
| 2025 | Biedronka                               | Semana italiana                                                               | Gustavo                                                                            | Italiano i polaco         |
| 2025 | Biedronka                               | Semana italiana                                                               | El anfitrión italiano                                                              | Italiano i polaco         |
| 2024 | Pump My Moka                            | Producto revolucionario en el mundo del café.                                 | Aventurero, Señor elegante sentado en el banco del parque, Presentador de producto | Italiano, inglés i polaco |
| 2024 | Profitroom                              | Plataforma de reservas prémium para hoteles y resorts                         | Barman                                                                             | Papel sin diálogo         |
| 2024 | Bank Millennium                         | Konto Millennium 360° Pakiet walutowy                                         | De vacaciones en Italia                                                            | Papel sin diálogo         |
| 2024 | Mlekpol (Rolmlecz)                      | Tradycyjnie od pokoleń - produkty z certyfikatem "Jakość Tradycja"            | Novio italiano en Polonia                                                          | Italiano y polaco         |
| 2021 | Aviva                                   | Compañía de seguros.                                                          | Hombre con su coche                                                                | Papel sin diálogo         |
| 2020 | Workai                                  | Startup polaca de Intranet.                                                   | Presentador de producto / Empleado corporativo                                     | Inglés                    |
| 2019 | Vision Express                          | Wyprzedaż do -72% na oprawki? To aż 72 powody, by zajrzeć do Vision Express!. | Amigo del cantante de karaoke                                                      | Papel sin diálogo         |
| 2016 | Microsoft                               | Microsoft Dynamics CRM, a software package developed by Microsoft.            | Presentador de producto (voz en off)                                               | Italiano                  |
| 2016 | Bank Millennium                         | Konto 360° w Banku Millennium                                                 | Empleado de banco                                                                  | Papel sin diálogo         |
| 2016 | Tymbark                                 | Tymbark Owoce Świata – 80 wzorów! VIDEO 360°                                  | Escenas de Hombre & mango                                                          | Papel sin diálogo         |
| 2016 | Italki                                  | Learn Languages On ITALKI!                                                    | Presentador / Portavoz de Servicio                                                 | Inglés                    |
| 2016 | 1byone                                  | Supporto Smartphone Per Bici 1byone                                           | Presentador / Portavoz de Servicio                                                 | Italiano                  |
| 2016 | 1byone                                  | Altoparlante 1byone BS004                                                     | Presentador / Portavoz de Servicio                                                 | Italiano                  |
| 2016 | Brass Hat Leasing                       | Brushing Your Teeth While Driving?                                            | Presentador / Portavoz de Servicio                                                 | Inglés                    |
| 2016 | EntoMarket - Edible Insect Marketplace  | How to Make Cricket Flour                                                     | Presentador / Portavoz de Servicio                                                 | Inglés & Español          |
| 2016 | Italki                                  | Impara Le Lingue Con Italki                                                   | Presentador / Portavoz de Servicio                                                 | Italiano                  |
| 2016 | Automobio                               | Automobio - Caricabatterie Auto & Casa                                        | Presentador / Portavoz de Servicio                                                 | Italiano                  |
| 2016 | Costie Payne (singer)                   | New Single Release - "Grace & Love"                                           | Presentador / Portavoz de Servicio                                                 | Inglés & Español          |
| 2016 | IASRE (Smart Repair Fair)               | SMART-Repair FAIR en Alemania                                                 | Presentador / Portavoz de Servicio                                                 | Español                   |
| 2016 | IASRE (Smart Repair Fair)               | SMART-Repair FAIR in Germania                                                 | Presentador / Portavoz de Servicio                                                 | Italiano                  |
| 2016 | IASRE (Smart Repair Fair)               | SMART-Repair FAIR in Germany                                                  | Presentador / Portavoz de Servicio                                                 | Inglés                    |
| 2016 | IASRE (Smart Repair Fair)               | SMART-Repair FAIR en Allemagne                                                | Presentador / Portavoz de Servicio                                                 | Francés                   |
| 2016 | InfoDanza.com                           | Flash Dance News Episodio 2                                                   | Portavoz                                                                           | Italiano                  |
| 2016 | InfoDanza.com                           | scuole di ballo consigliate su infoDANZA.com                                  | Portavoz                                                                           | Italiano                  |
| 2016 | Autel                                   | Autel, la vostra soluzione TPMS - Eurosensor BV                               | Presentador de producto (voz en off)                                               | Italiano                  |
| 2015 | Prima Gomma                             | Scopri Prima Gomma                                                            | Presentador de producto (voz en off)                                               | Italiano                  |
| 2015 | Gabby Barrett (singer)                  | New song on the radio                                                         | Promotor                                                                           | Inglés                    |
| 2015 | Dan Lopez (Orlando Realtor Association) | Vote for Dan Lopez                                                            | Portavoz                                                                           | Inglés                    |
| 2015 | Dan Lopez (Orlando Realtor Association) | Vote for Dan Lopez                                                            | Portavoz                                                                           | Inglés                    |
| 2015 | QL PROMO                                | QL Promo Italiano                                                             | Presentador de producto (voz en off)                                               | Italiano                  |
| 2015 | SMARTSUPP                               | IT: Smartsupp - Primo live chat con registrazione dei visitatori              | Presentador de producto (voz en off)                                               | Italiano                  |
| 2015 | SMARTSUPP                               | ES: Smartsupp - Chat en vivo gratis con grabación de visitantes               | Presentador de producto (voz en off)                                               | Español                   |
| 2015 | Interhome                               | Case Vacanze (Interhome)                                                      | Presentador de servicio(voz en off)                                                | Italiano                  |
| 2009 | Wind (Italian telecom operator)         | Wind Telecomunicazioni SpA TV commercial                                      | Extra/Doble de cuerpo                                                              | Papel sin diálogo         |

## Teatro
| Año       | Título                                          | Papel                                                         | Idioma   |
| --------- | ----------------------------------------------- | ------------------------------------------------------------- | -------- |
| 2018      | "Doug and Jim's Talk", de la película The Town  | Doug                                                          | Inglés   |
| 2018      | "Uno di Noi – Gary Stevens"                     | Saverio                                                       | Italiano |
| 2015      | "Il Professore di Pianoforte - Georges Feydeau" | The Piano Teacher (Il Professore di pianoforte)               | Italiano |
| 2015      | La mamma a Varsavia                             | Omar                                                          | Italiano |
| 1995-2005 | Several plays                                   | Diferentes Papeles                                            | Italiano |
| 1994      | Il Vestito dell'Imperatore                      | Il Primo Ministro raffreddato (the Prime Minister with a flu) | Italiano |